# James L. Brooks
James L. Brooks (ur. 8 maja 1940 w North Bergen) – amerykański reżyser, scenarzysta i producent filmowy. Jego najbardziej znane produkcje telewizyjne to serial animowany The Simpsons i The Mary Tyler Moore Show. Filmem, który przyniósł mu sławę, były Czułe słówka, za które otrzymał trzy Oscary.

## Życiorys
Brooks urodził się w żydowskiej rodzinie na Brooklynie, Nowy Jork. Zaczynał swoją karierę w show-biznesie jako scenarzysta CBS News w latach 1964-1966. Później pracował dla ABC, jako współedytor serialu Room 222, współpracował wraz z Allanem Burnsem z Grantem Tinkerem przy produkcji, która później stała się The Mary Tyler Moore Show. Program ten odniósł w Ameryce ogromny sukces, otworzył drogę Brooksowi i Burnsowi do dalszych projektów, jak Rhoda, Paul Sand in Friends and Lovers, Taxi, The Associates i Lou Grant.
W 1978 zaczął pracować nad filmami pełnometrażowymi. Pierwszy filmem, którego był scenarzystą i współproducentem to Starting over, później (1983) wyreżyserował, wyprodukował i napisał scenariusz do filmu Terms of Endearment (Czułe słówka).
W 1984 założył swoją własną firmę produkcyjną Gracie Films. Firma brała udział w produkcji m.in. Tracey Ullman Show, Simpsonowie i The Critic, a do największych produkcji filmowych Gracie Films zalicza się Jerry Maguire, Lepiej być nie może, Trzech facetów z Teksasu i Telepasja.

## Filmografia
- Trudne słówka (2004) (reżyser)
- Lepiej być nie może (As Good as It Gets) (1997) (reżyser)
- Jerry Maguire (1996) (producent)
- Trzech facetów z Teksasu (1996) (producent)
- The Critic (1994) (producent wykonawczy)
- Simpsonowie (1989) (producent wykonawczy)
- Say Anything... (1989) (producent)
- Duży (1988) (producent)
- Telepasja (1987) (reżyser)
- The Tracey Ullman Show (1987) (producent)
- Czułe słówka (1983) (reżyser)
- Taxi (1978) (producent)
- Rhoda (1974) (producent)
- Mary Tyler Moore Show (1970) (producent)
- The Andy Griffith Show (1960)
- My Three Sons (1960)

## Nagrody i nominacje
| Rok  | Nagroda                   | Kategoria                       | Za                  | Wynik     |
| ---- | ------------------------- | ------------------------------- | ------------------- | --------- |
| 1997 | Nagroda Akademii Filmowej | Najlepszy film                  | Lepiej być nie może | Nominacja |
| 1997 | Nagroda Akademii Filmowej | Najlepszy scenariusz oryginalny | Lepiej być nie może | Nominacja |
| 1996 | Nagroda Akademii Filmowej | Najlepszy film                  | Jerry Maguire       | Nominacja |
| 1987 | Nagroda Akademii Filmowej | Najlepszy film                  | Telepasja           | Nominacja |
| 1987 | Nagroda Akademii Filmowej | Najlepszy scenariusz oryginalny | Telepasja           | Nominacja |
| 1983 | Nagroda Akademii Filmowej | Najlepsza reżyseria             | Czułe słówka        | Wygrana   |
| 1983 | Nagroda Akademii Filmowej | Najlepszy film                  | Czułe słówka        | Wygrana   |
| 1983 | Nagroda Akademii Filmowej | Najlepszy scenariusz adaptowany | Czułe słówka        | Wygrana   |
| 1987 | Złoty Niedźwiedź          | Najlepszy film                  | Telepasja           | Nominacja |
| 1997 | Złoty Glob                | Najlepszy reżyser               | Lepiej być nie może | Nominacja |
| 1997 | Złoty Glob                | Najlepszy scenariusz            | Lepiej być nie może | Nominacja |
| 1987 | Złoty Glob                | Najlepszy reżyser               | Telepasja           | Nominacja |
| 1987 | Złoty Glob                | Najlepszy scenariusz            | Telepasja           | Nominacja |
| 1983 | Złoty Glob                | Najlepszy reżyser               | Lepiej być nie może | Nominacja |
| 1983 | Złoty Glob                | Najlepszy scenariusz            | Lepiej być nie może | Wygrana   |
| 1983 | Złoty Glob                | Najlepszy scenariusz            | Lepiej być nie może | Wygrana   |

### Emmy Awards(Nagrody Emmy)
- Wyróżniający się program animowany (dla programów o czasie emisji poniżej godziny) – The Simpsons (1989)

Wygrał w latach- 2006, 2003, 2001, 2000, 1998, 1997, 1995, 1991, 1990.
Nominowany w latach- 2005, 2004, 2002, 1999, 1996, 1992, 1990 (za „The Simpsons: Simpsons Roasting on an Open Fire (#1.1)”).
Oprócz tego zdobył inne Emmy Awards:
- Za The Tracey Ullman Show- 2 Emmy Awards (1990, 1989) i 7 nominacji [1990 (2 nominacje- The Tracey Ullman Show i The Best of the Tracey Ullman Show), 1989, 1988 (2), 1987 (2)].
- Za Taxi- 3 Emmy Awards (1979, 1980, 1981) i 2 nominacje (1982, 1983).
- Za Lou Grant- 1 nominacja (1978).
- Za Mary Tyler Moore- 5 Emmy Awards [1971, 1975, 1976, 1977 (2)] i 6 nominacji [1971, 1972, 1973 (2), 1974, 1975].